# Правно-пословна школа Ниш
Правно-пословна школа Ниш (раније: Административно-биротехничка школа Ниш или Abskolanis) средња је стручна школа која образује ученике у подручјима економије, права и администрације.
Abskolanis је једна од школа у Србији у којима је, у оквиру реформе средњег образовања, Министарство просвете и спорта Србије оформило нова огледна одељења.

## Историјат
Ова школа је настала 1978. године као центар за средње образовање и стручно оспособљавање радника у саставу РУПС у Нишу. Из састава РУПС-а се издвојила 28. октобра 1994. године и постала самостална средња административно биротехничка школа.

## Циљеви и задаци школе
Циљ који је поставила ова школа је да омогући свестрано образовање ученика и да пружи специјализована знања у складу са наставним плановима и програмима утврђеним за подручје рада: економија, право и администрација. При томе се труди да основне циљеве рада усклади са принципима савремено организоване стручне школе. 
Образовни профили који постоје у школи су:
- правни техничар
- пословни администратор- профил који је уведен у склопу огледног одељења. Предвиђени посао је планирање и организовање активности, комуницирање са клијентима и запосленима, вођење пословне кореспонденције, набавке за потребе предузећа, рад једноставних прорачуна, исплата зарада и дневница, рад на налозима и рачунима, архивирање докумената, итд.
- техничар заштите од пожара
- службеник у осигурању

Осим кроз часове редовне наставе, школа своје циљеве и задатке остварује кроз ваннаставне активности као што су разне секције (хор, драмска, рецитаторска, новинарска и друге секције), хуманитарне акције, ликовне колоније и психо-социјалне програме. Посебно се издваја учешће на првом Националном сајму виртуелних предузећа у Београду у марту 2006. године.

## Постигнућа
Ученици ове школе показују успехе на такмичењима из математике, као и на такмичењу у симулацији суђења. Награда која се издваја је Светосавска награда коју је као признање за свој рад ова школа добила 2006.